# NGC 6775
NGC 6775 ist ein Asterismus im Sternbild Aquila. Er wurde am 19. Juli 1828 von John Herschel bei einer Beobachtung mit einem 18-Zoll-Spiegelteleskop entdeckt.